# Hilde Van haesendonck
Hilde Van haesendonck (Mechelen, 28 augustus 1953) is een Vlaamse actrice, Was vooral gekend om haar vaste rol als Jenny Versteven in de televisiesoap Familie. 
Van Haesendonck was gedurende een groot deel van haar carrière hoofdzakelijk actief in het theater. Tot 2015 behoorde ze tot de vaste kern van het Mechels Miniatuur Teater en opvolger 't Arsenaal. Van daaruit maakte ze in 1981 haar televisiedebuut met een gastrol in de De Collega's, die met acteurs uit hetzelfde theatergezelschap werd gemaakt. Nadien werd ze een van de vaste vrouwelijke tegenspelers in de televisiesketches van Gaston en Leo, en bleef ze ook regelmatig in andere tv-programma's opduiken. 

## Filmografie

### Film
- Tantes (1984) - als Marie
- Warenar (1986) - als Geertrui
- Kwis (1988) - als Vera Bruyns
- De kollega's maken de brug (1988) - als Esmeralda Van Hie
- W. - Witse: de film (2014) - als Maggie Witse
- De Figurant (2016) - als Tina

### Televisie
- De Collega's (1981) - als Solange Verstraeten
- Gaston & Leo Show (1989-1992) - verschillende rollen
- Gaston Berghmans Show (1994-1997) - verschillende rollen
- Buiten De Zone (1996) - als mevrouw De Spiegelaere
- Wittekerke (1997) - als Jill De Koning
- De Kotmadam (1997) - als pr-manager
- Familie (1997) - als Jacqueline Daleau
- Gilliams en De Bie (1998) - als mevrouw Dierckx
- 2 Straten verder (1999-2009) - verschillende rollen
- Pa heeft een lief (2000) - als Magda
- Spoed (2004) - als schippersvrouw
- Aspe (2004) - als moeder Viaene
- Spoed (2007) - als Lisa
- Witse (2008) - als moeder Deconinck
- Flikken (2009) - als buurvrouw
- Oud België (2010) - als Yvonne Meulemans
- Aspe (2011) - als moeder van Carine Neels
- Salamander (2012) - als mevrouw Scholiers
- De zonen van Van As (2012-2021) - als Marilou
- De Ridder (2013-2016) - als voorzitter Beyer
- Vriendinnen (2014) - als Hylke Bekaert
- Familie (2014, 2015, 2015-2022, 2022, 2023) - als Jenny Versteven
- Professor T. (2015) - als Magda Ceuppens
- De Kroongetuigen (2016) - als Jeanine Steeno